# تورو پیدا کردم
تورو پیدا کردم محصول سال ۲۰۰۹ فیلمی بالیوودی، به کارگردانی کونال دشموک است. ستارگان این فیلم عمران هاشمی و سها علی خان اند. این مجموعه روایتگر داستان یک عشق و پیامد های آن در سیل ژوئیه ۲۰۰۵ بمبئی است. این فیلم در تاریخ ۱۳ نوامبر ۲۰۰۹ منتشر شد.

## بازیگران
- عمران هاشمی در نقش آکشی
- سوها علی خان در نقش سانجانا
- وی جی منترا در نقش. یکی

## گیشه
با توجه به سایت گیشه هندوستان فیلم توم میله یک شکست واقعی را در گیشه تجربه کرده‌است.

## آهنگ‌ها
| بررسی انتقادی     | بررسی انتقادی |
| منبع              | رتبه‌بندی      |
| ----------------- | ------------- |
| Bollywood Hungama | [ ۳ ]         |
| Public Opinion    | [ ۴ ]         |
| Glamsham          | [ ۵ ]         |

آهنگ‌ها در ۱۶ سپتامبر منتشر شد. آهنگ‌ها ساخته پریتام و ترانه‌ها سروده سعید قادری و کومار هستند.

## لینک‌ها
1. ↑  "Tum Mile: Box office collections". Ibosnetwork.com. Retrieved 5 July 2010.[پیوند مرده]
2. ↑  "Prime Focus recreates 26/7 Mumbai floods in Tum Mile". IMDB. 16 November 2009. Retrieved 17 December 2009.
3. ↑  "link". Bollywoodhungama.com. Retrieved 29 October 2011.
4. ↑  "link". Publicopinion.weebly.com. Retrieved 29 October 2011.
5. ↑  "link". Glamsham.com. 26 July 2005. Archived from the original on 5 April 2012. Retrieved 29 October 2011.
6. ↑  "Tum Mile - Music Review". Publicopinion.weebly.com. Retrieved 29 October 2011.